# Lariño
Lariño est une paroisse civile de la commune de Carnota dans la province de La Corogne en Galice (Espagne). Il est situé entre Lira et Louro (village qui appartient par contre à la municipalité de Muros).

## Description
Ce qui ressort le plus de ce petit village est le phare (qui se trouve  à Punta Insua) et la plage. Il y a très longtemps, le phare était habité par la famille du propriétaire, mais quand le dernier propriétaire est mort, on a arrêté de vivre dans le phare et les clefs ont été prises en charge par un nouveau propriétaire. Maintenant, l'entrée y est interdite sans demander auparavant une permission exclusive au propriétaire. Près du phare, il y a un terrain de football, abandonné et mal soigné. De l'autre côte du phare, on trouve la  plage touristique de Lariño avec ses 2km (approximatifs) de longueur.  Près du terrain de football se trouve un moulin à vent en ruine.

## Histoires et légendes
Une anecdote très connue à Lariño est celle de la “maison mystérieuse”, qui se trouve tout à l'entrée de Lariño. Selon les touristes habitant les environs, la nuit, on entendrait des cris et des fenêtres qui battent, alors que la maison est inhabitée…